# Jared Deacon
Jared Deacon, född den 15 oktober 1975, är en brittisk före detta friidrottare som tävlade i kortdistanslöpning.
Deacons främsta merit var att han vann han guld på 4 x 400 meter tillsammans med Matthew Elias, Jamie Baulch och Daniel Caines vid EM 2002 i München.

## Personliga rekord
- 400 meter - 45,57